# Giuseppe Mascarini
Giuseppe Mascarini (Bologna, 17 novembre 1877 – Milano, 3 novembre 1954) è stato un pittore italiano.

## Biografia

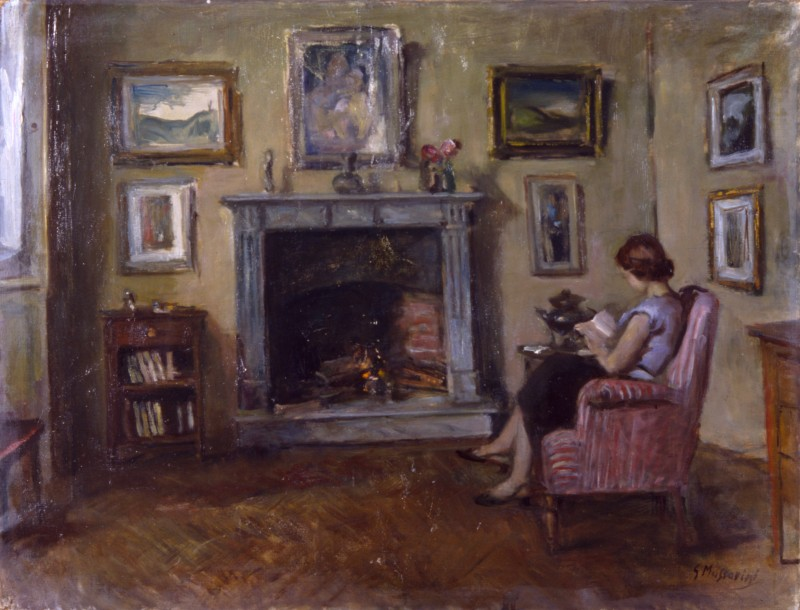
Interno

Di famiglia milanese, si iscrisse all'Accademia di Brera, che tuttavia abbandonò per proseguire autonomamente la sua preparazione pittorica. Sposò nel 1914 la pittrice svizzera Elvezia Michel, familiare di Giovanni Giacometti e suo figlio Alberto.

## Stile pittorico
Legato al naturalismo lombardo tardo-ottocentesco, si dedicò con soprattutto alle marine liguri, alle nature morte e allo studio della figura, con particolare attenzione agli aspetti affettivi del rapporto madre-figlio.

## Principali esposizioni
Mascarini godette di un certo successo espositivo, che lo portò ad esporre in diverse occasioni alla Permanente di Milano, alla Esposizione Nazionale di Belle Arti del 1922 con Carlo Bazzi, alla I Quadriennale di Roma e alle Biennali di Venezia del 1912 e del 1950.

## Opere in musei e collezioni
Opere di Mascarini figurano in diverse collezioni pubbliche e private milanesi. La Galleria d'arte moderna possiede quattro dipinti: Violetta e Nonna e nipotina, acquistati in occasione delle mostre sociali autunnali della Permanente nel 1918 e 1935, un Ritratto del signor Carlo Canali, donato dalla vedova nel 1920 e un Ritratto della signora Maria Luisa Grubicy, lasciato in eredità da Alberto Grubicy, fratello di Vittore. Nelle raccolte d'arte dell'Ospedale Maggiore sono presenti quattro suoi ritratti di benefattori (Camillo Crespi, Giovanna Gargantini dal Verme, Lorenzo Brera e Luisa Vacchelli Rocco). Nel 1955 un suo dipinto (Interno) fu acquistato per le collezioni d'arte della Fondazione Cariplo.
Un suo dipinto si trova nelle collezioni civiche del Comune di Rho.

## Collegamenti
- Alberto Giacometti
- Carlo Bazzi (artista)
- Giovanni Giacometti